# Augustus John

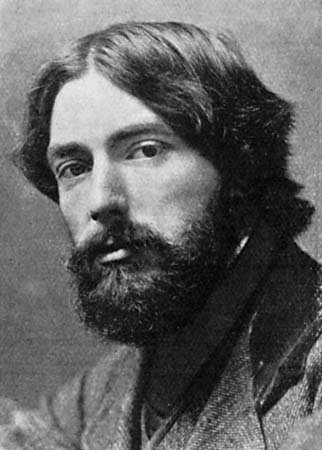
Portret van Augustus John door George Charles Beresford, jaren 1920

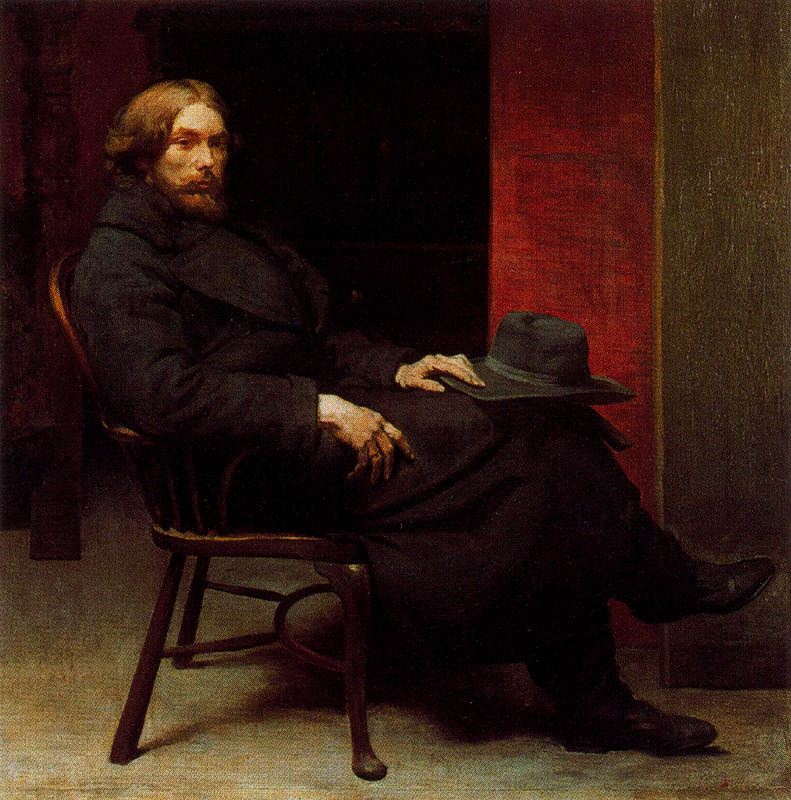
Portret van Augustus John door William Orpen, 1899, National Portrait Gallery, Londen

Augustus Edwin John OM (Tenby, Pembrokeshire, 4 januari 1878 – Fordingbridge, Hampshire, 31 oktober 1961) was een Brits kunstschilder. Hij wordt gerekend tot het postimpressionisme. 

## Leven en werk
John was de zoon van een advocaat uit Wales. Hij ging reeds op 11-jarige leeftijd naar de Tenby School of Art en op zijn zeventiende verhuisde hij naar Londen om er aan de Slade School of Fine Art te studeren, waar hij leerling werd van Henry Tanks. Hij studeerde er samen met zijn zus Gwen en zijn latere vriend William Orpen. Hij won in 1898 een studiebeurs die het hem mogelijk maakte zijn studies in Parijs te voltooien, aan de Académie Colarossi en bij Pierre Puvis de Chavannes. In die tijd leerde hij ook de bohème van Montmartre kennen, welke hem sterk zou beïnvloeden. Na zijn terugkeer naar Engeland werd hij tot 1904 hoogleraar aan de Universiteit van Liverpool. In deze periode huwde hij met de kunstenaarsdochter Ida Trevitt, met wie hij vijf kinderen kreeg.
Via de volkenkundige John Sampson kwam John met de taal en levenswijze van de Roma in aanraking. Hij raakte erdoor gefascineerd, probeerde zich deze zich zo veel mogelijk eigen te maken en reisde in 1905 samen met zijn familie en een zigeunergezelschap door Dartmoor. In die periode ontstond een soort ‘menage a trois’ tussen John, zijn vrouw Ida en zijn geliefde Dorothy, Dorelia, McNeill (1881–1969). Hij vereeuwigde beide vrouwen meermaals als zijn ‘zigeunermuzen’. Nadat Ida in 1907 was overleden bleef John bij Dorelia en kreeg met haar nog twee dochters.
Nadat John samen met William Orpen een poosje een atelier voerde in Londen kocht hij in 1910 in de Zuid-Franse havenstad Martigues een huis en zou daar tot het uitbreken van de Eerste Wereldoorlog, in augustus 1914, alle zomers werken. Tijdens de oorlog zelf diende hij als officieel oorlogsschilder aan het front. Na de oorlog maakte hij vooral naam als portretschilder en legde tal van beroemdheden vast, vooral uit de wereld van kunst en literatuur: Thomas Edward Lawrence, Thomas Hardy, William Butler Yeats, Isabella Augusta Gregory, George Bernard Shaw, Dylan Thomas en meer. Zijn bekendste werk is een portret van de Portugese celliste Guilhermina Suggia.
John exposeerde meermaals bij de Royal Society of Portrait Painters. Hij was een van de leiders van de New English Art Club. Hij was lid van de Royal Academy of Arts, waar hij op latere leeftijd ook doceerde. Hij werd in 1942 opgenomen in de Order of Merit.

## Afbeeldingen

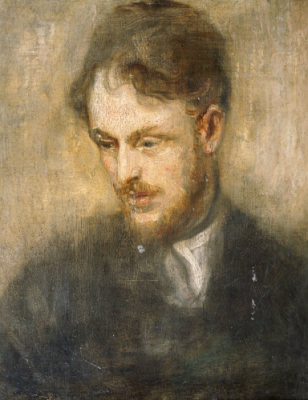
Augustus John door Ambrose McEvoy

## Websites
- (en)  The king of Bohemia. biografie
- (en)  Tate Gallery. Augustus John OM.
- (en)  National Portrait Gallery. Augustus John.
- (en)  BBC Wales. Augustus John. over John en Gwen]

- Auckland Art Gallery Toi o Tāmaki: 205
- Art Gallery of South Australia: 3332
- Biblioteca Nacional de España: XX1326200
- Bibliothèque nationale de France: cb13168613x (data)
- CiNii: DA14404981
- Gemeinsame Normdatei: 119116316
- International Standard Name Identifier: 0000 0001 1026 4809
- KulturNav: 00db031c-28c7-44b3-8df9-cdf90e69cc05
- Library of Congress Control Number: n50038612
- Nationale Bibliotheek van Letland: 000315786
- National Gallery of Victoria: 1049
- Nationale Bibliotheek van Tsjechië: ola2003192323
- Nationale bibliotheek van Australië: 36178608
- Nationale Bibliotheek van Israël: 987007272984905171
- Nederlandse Thesaurus van Auteursnamen: 067534201
- RKD-Nederlands Instituut voor Kunstgeschiedenis: 42388
- LIBRIS: 191808
- SNAC: w6j1092r
- Système universitaire de documentation: 035119888
- Museum of New Zealand Te Papa Tongarewa: 1196
- Trove: 1224831
- Union List of Artist Names: 500018892
- Virtual International Authority File: 209346688
- WorldCat: E39PBJj4r9XPkmbWJqHjMwCxXd